# Copocrossa
Copocrossa Simon, 1901 è un genere di ragni appartenente alla famiglia Salticidae.

## Distribuzione
Le 5 specie note di questo genere sono diffuse in Africa, Asia sudorientale e Australia..

## Tassonomia
A maggio 2010, si compone di cinque specie:
- Copocrossa albozonata Caporiacco, 1949 — Kenya
- Copocrossa bimaculata Peckham & Peckham, 1903 — Sudafrica
- Copocrossa harpina Simon, 1903 — Sumatra
- Copocrossa politiventris Simon, 1901 — Malesia
- Copocrossa tenuilineata (Simon, 1900)[2] — Queensland

### Specie trasferite
- Copocrossa tenerrima (L. Koch, 1879), ridenominata come Paraplatoides tenerrimus a seguito di uno studio dell'aracnologo Zabka del 1994[1].